# Миомир Петровић (фудбалер)
Миомир Петровић (Јабуковац, 1. децембар 1922 — Вршац, 22. новембар 2002) био је југословенски и српски фудбалер.

## Биографија
Фудбалску каријеру је започео пре Другог светског рата у млађим категоријама београдске Југославије и у својој генерацији словио је за једног од најталентованијих и најперспективнијих фудбалера.
Због надолазећег рата није био у могућности да у потпуности искористи свој несумњиви фудбалски таленат. Фудбалска дешавања у окупираном Београду углавном су се сводила на одиграном пријатељском мечу између предратних ривала БСК-а и Југославије. Петровић је био стандардни учесник дуела, играјући у одбрани црвених најпре са двојицом будућих тренера Црвене звезде — Љубишом Броћићем и Милованом Ћирићем, а касније и са двојицом легендарних халфова — Предрагом Ђајићем и Миливојем Ђурђевићем. Међутим, тако јака одбрамбена линија није била довољна „црвенима“ да се одупру налетима „плавих“, а у чијем нападу су играли тројица послератних асова — Рајко Митић, Коста Томашевић и Ђура Хорватиновић, али и предратни великани Војин Шкоба Божовић и Милорад Николић Попац.
После рата Петровић је био један од оснивача и најбољих фудбалера београдске Црвене звезде. Дрес црвено-белих носио је три сезоне, између 1945. и 1948. године, учествовао је у Првенству Београда и Србије током 1945. и 1946. године, те у прва два државна првенства Југославије. Са Бранком Станковићем најбољи је бековски тандем југословенског поратног фудбала. У две сезоне Петровић је био стандардни првотимац црвено-белих, забележио је највише лигашких наступа - 42, једину првенствену утакмицу није одиграо против скопске Победе, претечи данашњем Вардару.
Петровић је од 1948. био члан београдског Партизана, са којим је освојио првенство Југославије 1949. године. Поред тога што је играо за оба вечита ривала, наступио је у првом дербију који је одигран 1947. године.
За најбољу селекцију Југославије, Петровић је одиграо само три утакмице, иако је по играчком квалитету заслужио неупоредиво више. У дресу са државним грбом је дебитовао 13. октобра 1946. године, победа над Бугарима 2:1, у утакмици за Балкански куп, опростио се 21. августа 1949. године у победи над тада слабашним Израелом од 6:0.

## Успеси
- Црвена звезда
  - Првенство НР Србије: 1946.
- Партизан
  - Првенство Југославије: 1949.